# 泰穆尔·马马多夫
泰穆尔·马马多夫（1993年1月11日—）来自巴库，是一名阿塞拜疆男子拳击运动员。他的父亲是阿塞拜疆人，母亲则来自哈萨克斯坦。他原本主攻重量级，曾获得2012年伦敦奥运重量级项目铜牌，2015年5月开始转攻轻重量级。2016年，他在里约奥运担任阿塞拜疆队开幕式旗手，该届奥运期间，他在轻重量级八强赛上不敌哈萨克斯坦选手Adilbek Niyazymbetov，无缘奖牌。